# لیگ دسته اول فوتبال صربستان
لیگ دسته اول فوتبال صربستان (صربی: Прва лига Србије / Prva liga Srbije) دومین لیگ معتبر فوتبال در کشور صربستان است که در سال ۲۰۰۵ بنیان‌گذاری شده و زیر نظر اتحادیه فوتبال صربستان برگزار می‌شود.